# Simbabwische Cricket-Nationalmannschaft in Pakistan in der Saison 2007/08
Die Tour der simbabwischen Cricket-Nationalmannschaft nach Pakistan in der Saison 2007/08 fand vom 21. Januar bis zum 2. Februar 2008 statt. Die internationale Cricket-Tour war Bestandteil der Internationalen Cricket-Saison 2007/08 und umfasste fünf ODIs. Pakistan gewann die Serie 5–0.

## Vorgeschichte
Pakistan bestritt zuvor eine Tour in Indien, Simbabwe gegen die West Indies. Das letzte Aufeinandertreffen der beiden Mannschaften bei einer Tour fand in der Saison 2002/03 in Simbabwe statt.
Die Tour stand im Zeichen des zwei Wochen zuvor erfolgten Anschlag auf Benazir Bhutto, der zu zahlreichen Unruhen geführt hatte.

## Stadien
Für die Tour wurden folgende Stadien als Austragungsorte vorgesehen und am 15. Dezember 2007 bekanntgegeben.
| Stadion                | Stadt       | Kapazität | Spiele |
| ---------------------- | ----------- | --------- | ------ |
| Iqbal Stadium          | Faisalabad  | 18.000    | 4. ODI |
| Niaz Stadium           | Hyderabad   | 15.000    | 2. ODI |
| National Stadium       | Karachi     | 34.228    | 1. ODI |
| Multan Cricket Stadium | Multan      | 30.000    | 3. ODI |
| Sheikhupura Stadium    | Sheikhupura | 15.000    | 5. ODI |

## Kaderlisten
Simbabwe benannte seinen Kader am 11. Januar 2008.
Pakistan benannte seinen Kader am 18. Januar 2008.
| ODI | ODI |
| Pakistan | Simbabwe |
| --- | --- |
| - Shoaib Malik (K) - Abdur Rauf - Fawad Alam - Junaid Zia - Iftikhar Anjum - Kamran Akmal (wk) - Kamran Hussain - Khalid Latif - Khurran Manzoor - Misbah-ul-Haq - Mohammad Yousuf - Nasir Jamshed - Naumanullah - Rizwan Ahmed - Salman Butt - Samiullah Khan - Sarfaraz Ahmed (wk) - Shahid Afridi - Sohail Khan - Sohail Tanvir - Wahab Riaz - Yasir Arafat - Younis Khan | - Prosper Utseya (K) - Gary Brent - Chamu Chibhabha - Elton Chigumbura - Keith Dabengwa - Timycen Maruma - Hamilton Masakadza - Stuart Matsikenyeri - Chris Mpofu - Tawanda Mupariwa - Ray Price - Vusi Sibanda - Tatenda Taibu (wk) - Brendan Taylor (wk) - Sean Williams |

## Tour Matches
| 14. – 17. Januar Scorecard | Karachi (DHAS) | Zimbabweans 209 (69.1) & 236 (109)                    | – | PCB Patron's XI 479 (136) |
|                            |                | PCB Patron's XI gewinnt mit einem Innings und 34 Runs |   |                           |

## One-Day Internationals

### Erstes ODI in Karachi
| 21. Januar Scorecard | Karachi | Pakistan 347-5 (50)           | – | Simbabwe 243-7 (50) |
|                      |         | Pakistan gewinnt mit 104 Runs |   |                     |

### Zweites ODI in Hyderabad
| 24. Januar Scorecard | Hyderabad | Simbabwe 238-8 (50)            | – | Pakistan 239-5 (46.2) |
|                      |           | Pakistan gewinnt mit 5 Wickets |   |                       |

### Drittes ODI in Multan
| 27. Januar Scorecard | Multan | Pakistan 272-9 (50)          | – | Simbabwe 235-7 (50) |
|                      |        | Pakistan gewinnt mit 37 Runs |   |                     |

### Viertes ODI in Faisalabad
| 30. Januar Scorecard | Faisalabad | Simbabwe 244 (49.5)            | – | Pakistan 245-3 (47) |
|                      |            | Pakistan gewinnt mit 7 Wickets |   |                     |

### Fünftes ODI in Sheikhupura
| 2. Februar Scorecard | Sheikhupura | Simbabwe 181 (45.4)            | – | Pakistan 187-3 (31) |
|                      |             | Pakistan gewinnt mit 7 Wickets |   |                     |

## Statistiken
Die folgenden Cricketstatistiken wurden bei dieser Tour erzielt.
| ODIs             | ODIs       | ODIs    | ODIs    | ODIs    | ODIs    | ODIs    | ODIs    | ODIs    |
| Batting          | Batting    | Batting | Batting | Batting | Batting | Batting | Batting | Batting |
| Spieler          | Mannschaft | Spiele  | Innings | Runs    | Average | HS      | 100s    | 50s     |
| ---------------- | ---------- | ------- | ------- | ------- | ------- | ------- | ------- | ------- |
| Mohammad Yousuf  | Pakistan   | 4       | 4       | 223     | 111,50  | 108*    | 1       | 1       |
| Nasir Jamshed    | Pakistan   | 5       | 5       | 197     | 39,40   | 74      | 0       | 2       |
| Sean Williams    | Simbabwe   | 5       | 5       | 192     | 48,00   | 71      | 0       | 2       |
| Younis Khan      | Pakistan   | 4       | 4       | 187     | 46,75   | 79      | 0       | 2       |
| Tatenda Taibu    | Simbabwe   | 5       | 5       | 161     | 32,20   | 81      | 0       | 2       |
| Bowling          |            |         |         |         |         |         |         |         |
| Spieler          | Mannschaft | Spiele  | Overs   | Wickets | Average | BBI     | 5W      | 10W     |
| Shoaib Malik     | Pakistan   | 5       | 49.5    | 11      | 19,36   | 3/34    | 0       | 0       |
| Sohail Tanvir    | Pakistan   | 5       | 40      | 7       | 19,85   | 4/34    | 0       | 0       |
| Shahid Afridi    | Pakistan   | 4       | 40      | 5       | 37,80   | 2/33    | 0       | 0       |
| Ray Price        | Simbabwe   | 5       | 50      | 5       | 44,00   | 2/38    | 0       | 0       |
| Tawanda Mupariwa | Simbabwe   | 1       | 10      | 4       | 11,50   | 4/46    | 0       | 0       |
| Elton Chigumbura | Simbabwe   | 5       | 40      | 4       | 52,00   | 1/36    | 0       | 0       |

## Player of the Series
Als Player of the Series wurden die folgenden Spieler ausgezeichnet.
| Serie | Player of the Series |
| ----- | -------------------- |
| ODI   | Shoaib Malik         |

### Player of the Match
Als Player of the Match wurden die folgenden Spieler ausgezeichnet.
| Spiel  | Player of the Match |
| ------ | ------------------- |
| 1. ODI | Nasir Jamshed       |
| 2. ODI | Sohail Tanvir       |
| 3. ODI | Shahid Afridi       |
| 4. ODI | Shoaib Malik        |
| 5. ODI | Younis Khan         |